# Sosnovka (Novossibirsk)
|  | Per a altres significats, vegeu «Sosnovka». |

Sosnovka (en rus: Сосновка) és un poble (un possiólok) de l'óblast de Novossibirsk, a Rússia, que en el cens del 2010 tenia 1.127 habitants, pertany al districte de Novossibirsk.